# Fortune Theatre
Fortune Theatre são dois teatros, um histórico do período Elisabetano, e outro atual, ambos em Londres, Inglaterra.
O Fortune Theatre era contemporâneo do shakespeariano Globe Theatre, o Cisne e outros; estava na paróquia de St Giles-without-Cripplegate, a oeste dos locais em Shoreditch: The Theatre e o Curtain Theatre, entre a Rua Whitecross e a Golding Lane. Entre 1600 e 1642, esteve entre os primeiros locais que representavam obras dramáticas em Londres.
Já o Fortune Theatre localizado na Russell Street, próximo ao Covent Garden também em Londres, foi aberto em 1924 e está no lugar da velha Albion Tavern. O nome original do teatro era Fortune Thriller Theatre.